# Eins
Die Eins (1) ist die natürliche Zahl zwischen null und zwei. Sie ist ungerade, eine Quadrat- und eine Kubikzahl.

## Etymologie
Das germanische Zahlwort mittelhochdeutsch, althochdeutsch ein geht mit gleichbedeutenden anderen Wörtern indogermanischer Sprachen auf indogermanisch oi-no-s zurück.

## Mathematische Eigenschaften
Die Zahl 1 ist keine Primzahl, aber Teiler jeder natürlichen Zahl. Sie wird oft als die kleinste natürliche Zahl genommen (manche Autoren zählen jedoch die natürlichen Zahlen von null an). Ihre Primfaktorzerlegung ist das leere Produkt mit 0 Faktoren, das definitionsgemäß den Wert 1 hat. Die 1 wird häufig als eine der fünf wichtigsten Konstanten der Analysis bezeichnet (neben 0, π, e und i). Die eulersche Identität
{\displaystyle {\begin{matrix}e^{\mathrm {i} \,\pi }+1=0\end{matrix}}}
stellt einen einfachen Zusammenhang zwischen diesen Konstanten her.
Die 1 wird auch in anderen Bedeutungen in der Mathematik verwendet, wie als neutrales Element bei der Multiplikation in einem Ring, genannt Einselement. In diesen Systemen können andere Rechenregeln gelten, sodass 1+1 verschiedene Bedeutungen hat und verschiedene Resultate ergeben kann. Mit 1 werden in der linearen Algebra auch Einsvektoren und Einsmatrizen, deren Elemente alle gleich dem Einselement sind, und die identische Abbildung bezeichnet.
Die Zahl Eins ist eine Størmer-Zahl und in allen Fällen die erste (positive) Polygonalzahl. In der Fibonacci-Folge bildet die Eins das zweite sowie dritte Element. Weiterhin gilt die Eins als erste Glückliche Zahl.
Die Zahl Eins ist innerhalb der Punktrechnung „neutrales Element“: Dividiert man eine Zahl durch 1 (jede Zahl ist durch 1 teilbar), oder multipliziert oder potenziert man sie mit 1, so bleibt der Wert der Zahl unverändert.
Wird eine Zahl mit 0 potenziert, die ungleich 0 ist, so ist das Ergebnis per Definition 1. Die Zahl 0 potenziert mit sich selbst bleibt entweder undefiniert oder wird, wenn zweckmäßiger, ebenfalls als 1 definiert.

## Bedeutung in der Informatik
In der Informatik ist die Eins sehr wichtig, da sie zusammen mit der Null das Dualsystem (Binärsystem) bildet. Sie steht in der Maschinensprache für „an“ (on) und ist in Programmiersprachen als Datentyp boolesche Variable wiederzufinden (1 = wahr = true, 0 = falsch = false).
In der Datenmodellierung (speziell im Entity-Relationship-Modell), in der Beziehungen und Häufigkeiten von Entitäten zueinander geklärt und beschrieben werden, spielt die Zu-1-Beziehung eine wichtige Rolle, da sie die Eindeutigkeit einer Zuordnung festlegt. Beispielsweise steht die Entität „Kfz“ zur Entität „Besitzer“ in einer N-zu-1-Beziehung: Ein Besitzer kann mehrere Kfz haben, aber jedes Kfz muss genau einen Besitzer haben.

## Schreibweisen

### Das Symbol 1

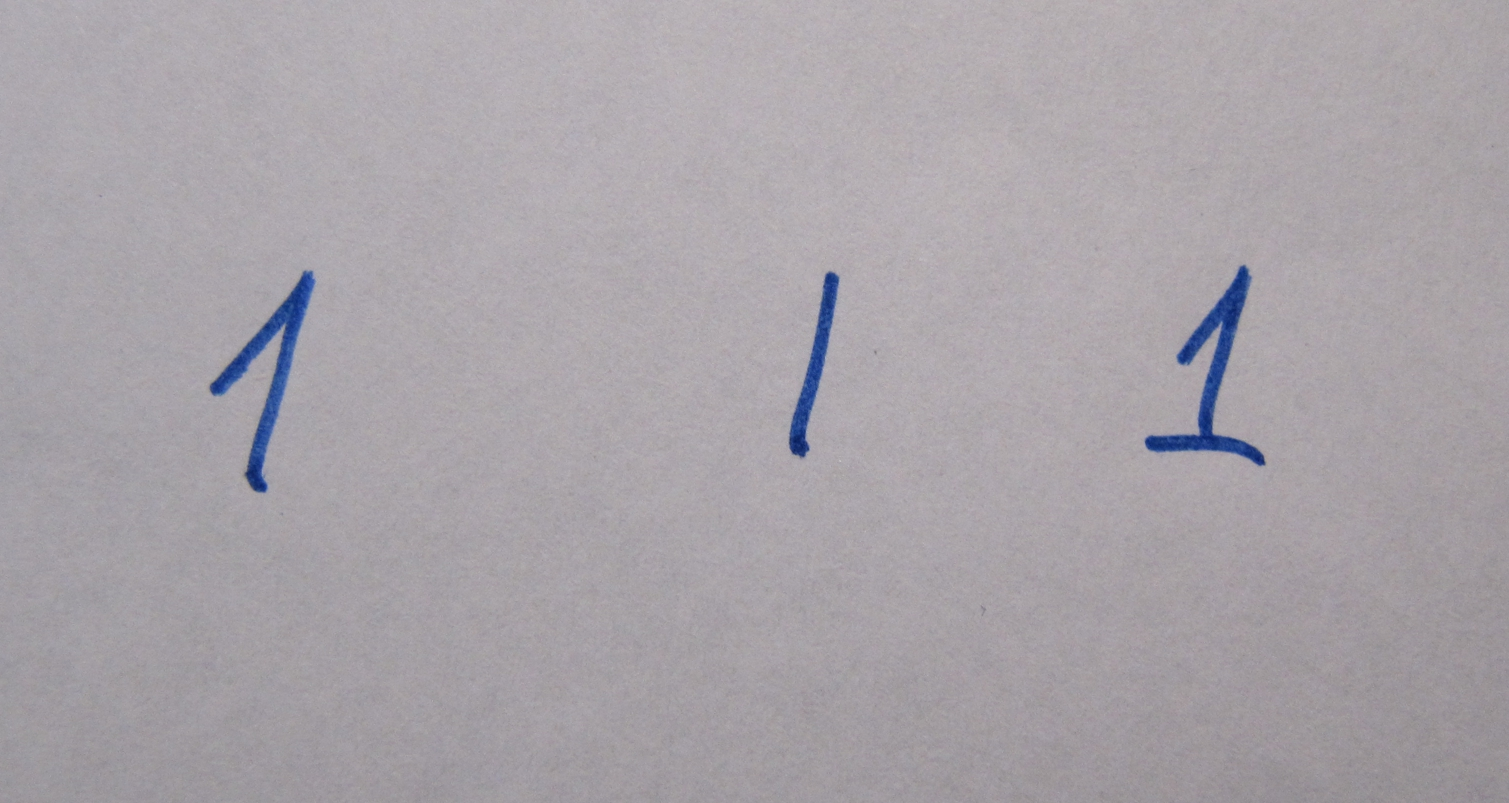
Eine handschriftliche 1 mit Aufstrich, als senkrechte Linie und mit Auf- und Unterstrich

Das Symbol 1 wird als Ziffer des Stellenwertsystems verwendet. Steht die Ziffer 1 allein, so bedeutet sie nach üblicher Interpretation die „Zahl Eins“. Sie ist die größte Ziffer im Dualsystem.
In Deutschland wird die Ziffer 1 gemäß der Zahlenschreibweise der lateinischen Ausgangsschrift handschriftlich in zwei Zügen gezeichnet: ein kleinerer Schrägstrich von links unten nach rechts oben und davon ausgehend ohne abzusetzen ein längerer Abstrich. Diese Schreibweise deckt sich mit der Österreichischen Schulschrift (beide Versionen von 1969 und 1995) und der Schweizer Schnürlischrift. Im englischsprachigen Kulturkreis und in davon beeinflussten Gebieten wird eine 1 als senkrechter Strich gezeichnet. Die kontinentaleuropäische Schreibweise kann darum dort als 7 fehlinterpretiert werden. Einige Personen in der anglophonen Welt schreiben eine 1 mit Aufstrich und einem Unterstrich.
Beim Schreiben von römischen Zahlen und Binärzahlen wird die 1 auch in Deutschland, Österreich und in der Schweiz als Strich gezeichnet.

### Periodischer Dezimalbruch
Die Zahl Eins besitzt neben der üblichen Schreibung als 1 eine periodische Dezimalbruchdarstellung als {\displaystyle 0{,}{\bar {9}}=0{,}999\ldots }.
Diese Aussage lässt sich auf verschiedene Arten beweisen:

#### Zurückführung auf einen bekannten unendlichen Dezimalbruch
{\displaystyle {\frac {1}{3}}=0{,}333\ldots }
{\displaystyle 3\cdot {\frac {1}{3}}=3\cdot 0{,}333\ldots }
{\displaystyle 1=0{,}999\ldots }
Dieser Beweis ist weit verbreitet – es ist aber zu bedenken:
1. Die erste Zeile wird hier vorausgesetzt, wäre aber eigentlich mit ähnlichen Mitteln zu beweisen wie die Aussage selbst.
2. Der Übergang von der zweiten zur dritten Zeile verwendet auf der rechten Seite eine Eigenschaft von Grenzwerten, nämlich, dass die Multiplikation mit einer Konstanten (hier 3) mit der Grenzwertbildung vertauschbar ist.

#### Anordnung der reellen Zahlen
Die Gleichheit ist eine Konsequenz aus der Tatsache, dass zwei reelle Zahlen x und y nur dann verschieden sind, wenn es eine reelle Zahl z gibt, die zwischen ihnen liegt, für die also x < z < y oder y < z < x gilt. Die Existenz einer solchen Zahl z ist in diesem Fall nach Definition der Dezimalbruchentwicklung nicht möglich. Bei dieser Argumentation wird verwendet, dass jede reelle Zahl eine Dezimalbruchentwicklung besitzt. Eine Tatsache, die es natürlich vorher schon zu beweisen wäre.

#### Grenzwert einer Zahlenfolge
{\displaystyle 0{,}999\ldots } ist der Grenzwert der Zahlenfolge {\displaystyle 0{,}9\ \ 0{,}99\ \ 0{,}999\ \ 0{,}9999\ \ \ldots }
Das allgemeine Glied {\displaystyle a_{n}} dieser Folge ist {\displaystyle a_{n}=0{,}\underbrace {99\ldots 9} _{n}}. Die Differenz zwischen {\displaystyle 1} und {\displaystyle a_{n}} ist {\displaystyle {\tfrac {1}{10^{n}}}}. Für jedes noch so kleine {\displaystyle \varepsilon >0} findet man ein n mit {\displaystyle {\tfrac {1}{10^{m}}}<\varepsilon } für alle {\displaystyle m>n}. Also gilt nach Definition des Grenzwerts {\displaystyle 0{,}999\ldots =1}.

#### Geometrische Reihe
Für die periodische Dezimalbruchdarstellung {\displaystyle 0{,}{\overline {9}}} gilt
{\displaystyle 0{,}{\overline {9}}=\sum _{n=1}^{\infty }{\frac {9}{10^{n}}}=\sum _{n=0}^{\infty }{\frac {9}{10}}\cdot {\frac {1}{10^{n}}}}.
Dies ist eine unendliche geometrische Reihe der Form {\displaystyle \textstyle \sum _{i=0}^{\infty }a\cdot q^{i}}. Solche Reihen sind für {\displaystyle |q|<1\;} konvergent und haben den Wert {\displaystyle a\cdot {\tfrac {1}{1-q}}}. Mit {\displaystyle a={\tfrac {9}{10}}} und {\displaystyle q={\tfrac {1}{10}}<1} ergibt sich der Summenwert als
{\displaystyle {\frac {9}{10}}\cdot {\frac {1}{1-{\frac {1}{10}}}}={\frac {9}{10}}\cdot {\frac {1}{\frac {9}{10}}}=1}.

#### Andere Stellenwertsysteme
In anderen Stellenwertsystemen tritt an die Stelle der Ziffer 9 die höchste Ziffer des jeweiligen Systems. Im Binärsystem ist also 1 gleich {\displaystyle 0{,}111\ldots }, im Hexadezimalsystem gleich 0,FFF…, entsprechend in anderen Systemen.

### Andere Zahlschriften
Die römische Zahl für eins ist I. In der hebräischen Schrift hat der Buchstabe Aleph (א) den Zahlenwert der Eins, in der arabischen Schrift dessen Äquivalent, das Alif (ا). Das arabische Schriftzeichen für die Zahl Eins ist ١; in Bengalî wird die Zahl ebenfalls ۱ geschrieben, in Devanagari १, in Malayalam ൧ und in Chinesisch 一, im Armenischen steht der Buchstabe Ա für 1.

## Sonstige Bedeutungen
- Die Zahl Eins markiert den Anfang von Prozessen bzw. Ereignissen, beispielsweise „Tag 1“, „Kapitel 1“ oder „Akt 1“.
- Es gibt viele Redewendungen über die Zahl Eins in der deutschen Sprache. So wird „Nummer Eins“ als Bezeichnung für Personen benutzt, die in einem bestimmten Themengebiet die Besten sind.[4] Weiterhin wird „eins zu eins“ für eine genaue Übereinstimmung benutzt, ebenfalls steht dieser Ausdruck auch für ein gleiches Verhältnis zwischen zwei Seiten.[5]
- Die Eins wird in vielen Ländern als Schulnote verwendet und steht unter anderem in Deutschland und Österreich für „sehr gut“, bezeichnet in der Schweiz jedoch die schlechteste Note.
- In der Musik ist die Eins der erste (meist betonte) Ton in einem Takt (Musik).
- In monotheistischen Religionen (darunter das Christentum, der Islam, das Judentum und der Sikhismus) gibt es einen Gott.
- Am ersten Tag der Schöpfung im Christentum und im Judentum erschafft Gott das Licht und trennt es von der Dunkelheit, wodurch Tag und Nacht entstehen.
- Das Erste der Zehn Gebote im Christentum und im Judentum unterstreicht den Monotheismus und verbietet den Glaube an andere Götter.
- Januar ist der erste Monat und Montag ist der erste Wochentag.
- Der Widder ist das erste Tierkreiszeichen.
- Im Sonnensystem gibt es einen Stern: die Sonne.
- Die Erde hat einen Mond.
- Das chemische Element Wasserstoff hat die Ordnungszahl 1.
- Die Masse von einem Proton oder Neutron beträgt rund 1 u.
- Der Zwergplanet Ceres trägt die Nummerierung 1.
- +1 ist die Telefonvorwahl von den Vereinigten Staaten und von Kanada.
- In der Zahlensymbolik wird die 1 als Symbol für alles, den Anfang oder Gott verwendet (siehe auch chinesische Zahlensymbolik).
- Die Eins steht (in Geheimschriften) auch für "a", den ersten Buchstaben und ersten Vokal des Alphabets.[6]
- Das Schᵉma Jisroel ist der älteste Ausdruck jüdischen Selbstverständnisses und beinhaltet die Einheit und Einsheit Gottes (adonai echad = Adonai (ist) Eins). Der Schma-Ausdruck umfasst die monotheistische Essenz des Judentums und den Zentralkontext der Tora, in welchen die Kernbotschaft der Nächstenliebe gebettet ist:

שְׁמַעיִשְׂרָאֵל יְהוָה אֱלֹהֵינוּ יְהוָה אֶחָד schəma jisrael adonai elohenu adonai echad

„Höre Israel! Adonai (ist) unser Gott; Adonai (ist) Eins“

## Sprachliches
- Wörter, die eine Einzigkeit ausdrücken, können mit dem griechischen Präfix mono- beginnen, etwa „Monokel“ oder „Monografie“, oder sie werden vom lateinischen singularis oder solus abgeleitet, beispielsweise „Singular“ oder „Solo“.
- Wörter, die eine Einheitlichkeit ausdrücken, können vom lateinischen unus abgeleitet werden, beispielsweise „Union“ oder „Uniform“; desgleichen Wörter, die Einzigartigkeit darstellen, wie „Unikat“ oder „unifarben“.
- Wird auf die Rang- oder Abfolge Bezug genommen, so wird der lateinische Stamm prim- verwendet, beispielsweise bei „Primus“ oder „Primzahl“.